# Antena 3 Canarias
Antena 3 Canarias fue un canal de televisión español, de cobertura autonómica y de capital privado, que emitía para Canarias. La cadena comenzó sus emisiones en pruebas en septiembre de 2008 e inició sus emisiones regulares el día 3 de noviembre del mismo año, con una programación "heredada" de Antena 3. El 1 de abril de 2013, el canal cesó sus emisiones por decisión propia de Atresmedia Televisión debido a que el Tribunal Supremo había confirmado la nulidad de las licencias de TDT.
Antena 3 Canarias tenía dos delegaciones: una en Santa Cruz de Tenerife y la otra en Las Palmas de Gran Canaria.

## Historia
Originalmente existían dos cadenas provinciales en Canarias: Antena 3 Tenerife (para la provincia de Santa Cruz de Tenerife) y Antena 3 Las Palmas (para la provincia de Las Palmas).
Antena 3 Canarias comenzó sus emisiones en pruebas en septiembre de 2008 e inició sus emisiones regulares el día 3 de noviembre del mismo año. Aunque la mayor parte de la programación era heredada de Antena 3, contaba con producción propia basada en los espacios dedicados a la información, con unos informativos regionales y provinciales de lunes a viernes (8:00 a. m., 2:45 p. m. y 8:45 p. m.); un resumen semanal que se emitía los fines de semana y un espacio de investigación: A fondo.
Durante un gran periodo de tiempo, la licencia regional de Antena 3 Canarias queda en el aire tras su anulación por parte del Tribunal Superior de Justicia de Canarias y el anuncio de la convocatoria de un nuevo concurso.
El 1 de abril de 2013, Atresmedia Televisión decidió cesar las emisiones de Antena 3 Canarias debido a que el Tribunal Supremo había confirmado la nulidad de las licencias de TDT.